# Abu Halima as-Sa’id
Abu Halima Muhammad as-Sa’id Abd Allah Abu Halima (ar. أبو حليمة محمد السعيد عبد الله ابو حليمة; ur. 19 listopada 1993) – egipski zapaśnik walczący w stylu klasycznym. Olimpijczyk z Londynu 2012, gdzie zajął czternaste miejsce w kategorii 55 kg.
Zajął 33. miejsce na mistrzostwach świata w 2017. Złoty medalista mistrzostw Afryki w 2012, 2016 i 2020. Trzeci na mistrzostwach śródziemnomorskich w 2012. Złoty medalista mistrzostw arabskich w 2018, 2019 i 2021. Jedenasty na uniwersjadzie w 2013.
Mistrz Egiptu z 2012 roku.
- Turniej w Londynie 2012

Przegrał w pierwszej rundzie z Amerykaninem Spenserem Mango i odpadł z turnieju.